# Panaxia rhodanica
Panaxia rhodanica är en fjärilsart som beskrevs av Kettlewell 1943. Panaxia rhodanica ingår i släktet Panaxia och familjen björnspinnare. Inga underarter finns listade i Catalogue of Life.